# Domnall mac Áeda Muindeirg
Domnall mac Áeda Muindeirg (mort en  804) est un chef du Cenél Conaill des Uí Néill du Nord dans l'actuel comté de Donegal en Irlande qui est parfois désigné comme  « Rí na Tuaisceart » c'est-à-dire: « Roi du Nord ». Il est le fils de Áed Muindearg (mort en 747) et petit-fils de l'Ard ri Erenn Flaithbhertach (mort en 765).

## Règne
Au VIIIe siècle, le Cenél Conaill rivalisait avec le Cenél nEógain pour la suprématie dans le nord de l'Irlande
Son père avait été reconnu « Roi du Nord » comme représentant de l'Ard ri Erenn Domnall Midi († 763) du Clan Cholmáin des  Ui Neill du Sud. Cependant ses successeurs ne conservent pas ce titre et en  763  Niall Frossach († 778) du Cenél nEógain, l'époux de sa tante paternelle Dúnfhlaith, devient à son tour Ard ri
Domnall succède à son oncle Murchad mac Flaithbertaigh comme roi du  Cenél Conaill après son assassinat en  767. Domnall 
commence à affirmer sa suprématie dans le nord lors de l'abdication de son Niall Frossach en 770. En 779 le nouvel Ard ri  Donnchad Midi mac Domnaill († 797) du Clan Cholmáin effectue une expédition dans le nord et prend des otages à  Domnall qui reçoit à son tour le titre de 
« Roi du Nord » selon les annales de cette époque. Domnall affermit son autorité par une victoire en 784 sur le Cenél mBógaine, une lignée cadette du Cenél Conaill implantée dans la baronnie de  Banagh, du comté de Donegal.
En 787 Domnall est défait lors d'un combat contre  Máel Dúin mac Áedo Alláin († 788) du Cenél nEógain et perd sa suprématie sur le nord. Après la mort de Máel Dúin, Domnall fait une tentative pour regagner sa suprématie, mais est de nouveau défait en 789 lors de la bataille de Clóitech (l'actuel Clady, Comté de Tyrone) sur la rivière Finn) par Áed Oirdnide mac Neill († 819) du Cenél nEógain. Áed Oirdnide devient Ard ri en 798 et Domnall est reconnu de nouveau comme Roi du Nord dans la notice de sa mort dans les Annales en 804 mais les circonstances dans lesquelles il a recouvré son titre ne sont pas connues.

## Succession et postérité
Il a comme successeur son cousin-germain Mael Breasail mac Murchad (mort en 819). Son fils Flaithbertach est le père de Canannán le grand-père de Ruaidrí Ua Canannáin et l'ancêtre éponyme des Ua Canannáin,

### Sources
- (en) Dáibhí Ó Cróinín, A New History of Ireland, vol. I, Oxford, Oxford University Press, 2005
- (en) Gearóid Mac Niocaill, Ireland before Vikings, Dublin, Gill & Macmillan, 1972
- (en) T.M. Charles-Edwards, Early Christian Ireland, Cambridge, Cambridge University Press, 2000 (ISBN 0-521-36395-0)
- (en) Ouvrage collectif sous la direction de Edel Bhreathnach, The Kingship and landscape of Tara, Dublin, Four Courts Press, 2005 (ISBN 1851829547).